# Bernard Étienne Marie Duvignau
Pour les articles homonymes, voir Duvignau.
Bernard Étienne Marie Duvignau, dit Achille Duvignau, né le 19 septembre 1770 à Mézières et mort le 17 juin 1827 à Paris, est un général français de la Révolution et de l’Empire.

## États de service
Le 1er octobre 1791, il est aide de camp du général Rochambeau à l’armée du centre, il est nommé lieutenant-colonel le 23 mai 1792, et il est grièvement blessé à la bataille de Valmy le 20 septembre 1792. 
Le 8 mars 1793, il prend la tête de la 18e demi-brigade d’infanterie, et il est nommé adjudant-général chef de brigade le 15 mai 1794, à l’armée du Nord. Le 30 novembre 1794, chef d’état-major devant Mayence, il est blessé et il est promu sur le champ de bataille général de brigade provisoire par le général Pichegru le 10 décembre 1794. Le 5 octobre 1795, il sert à l’armée de l'Intérieur comme chef d’état-major sous le général Bonaparte. Le 16 septembre 1796, il commande l’infanterie de la 17e division militaire, et le 26 septembre 1797, il est affecté à l’armée du Rhin et de la Moselle.
Le 11 avril 1799, il commande le département de la Haute-Garonne, et le 22 mai 1799, il prend temporairement le commandement de la 22e division militaire. Le 3 juillet 1799, il est désigné pour l’armée d’Italie, mais il doit y renoncer pour cause de maladie. Le 28 mars 1800, il est à la tête d’une brigade de dragons à l’armée de réserve, et le 24 avril 1800, il rejoint le corps d’armée du général Victor. Il est démis de ses fonctions le 21 juin 1800, et il est réformé le 8 septembre 1800.
Il est rappelé à l’activité en 1811, et le 1er janvier 1814, il est dans le corps de cavalerie du général Kellermann, puis il devient gouverneur de Longwy.

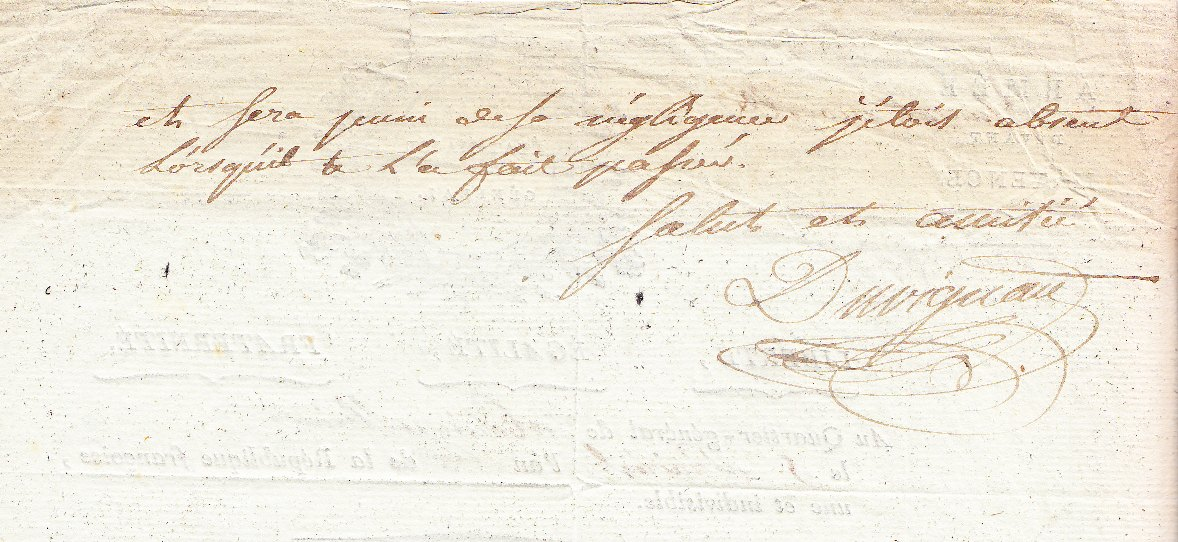
Signature

Il meurt le 17 juin 1827 à Paris.

## Sources
- (en) « Generals Who Served in the French Army during the Period 1789 - 1814: Eberle to Exelmans »
- Thierry Pouliquen, « Les généraux français et étrangers ayant servis [sic] dans la Grande Armée » (consulté le 10 octobre 2013)
- (pl) « Napoléon.org.pl »